# 慈雲山觀音廟
22°21′13″N 114°11′58″E / 22.35370°N 114.19946°E

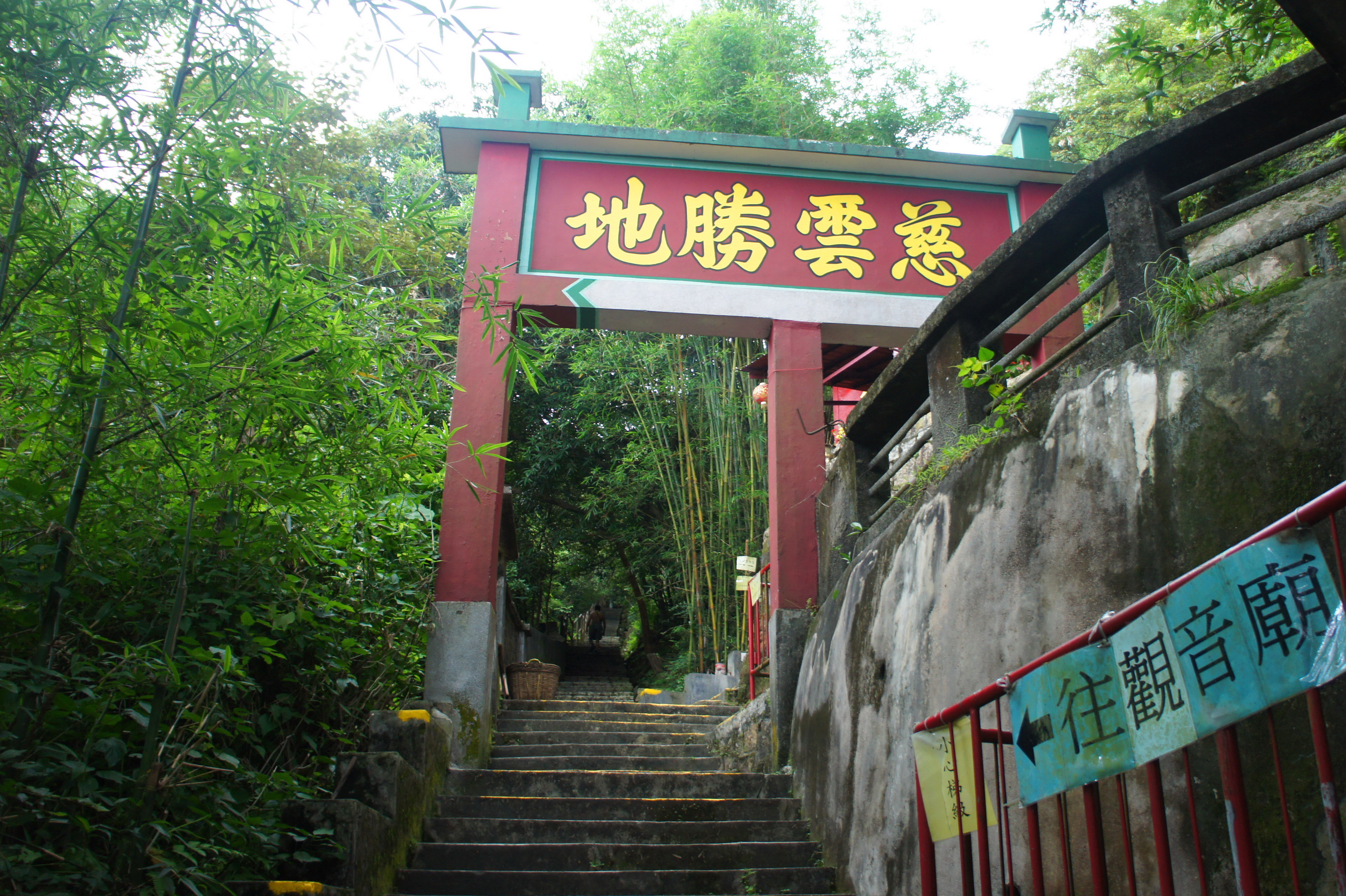
慈雲山觀音廟的山門，正背面分別寫著「慈雲勝地」及「回頭是岸」。

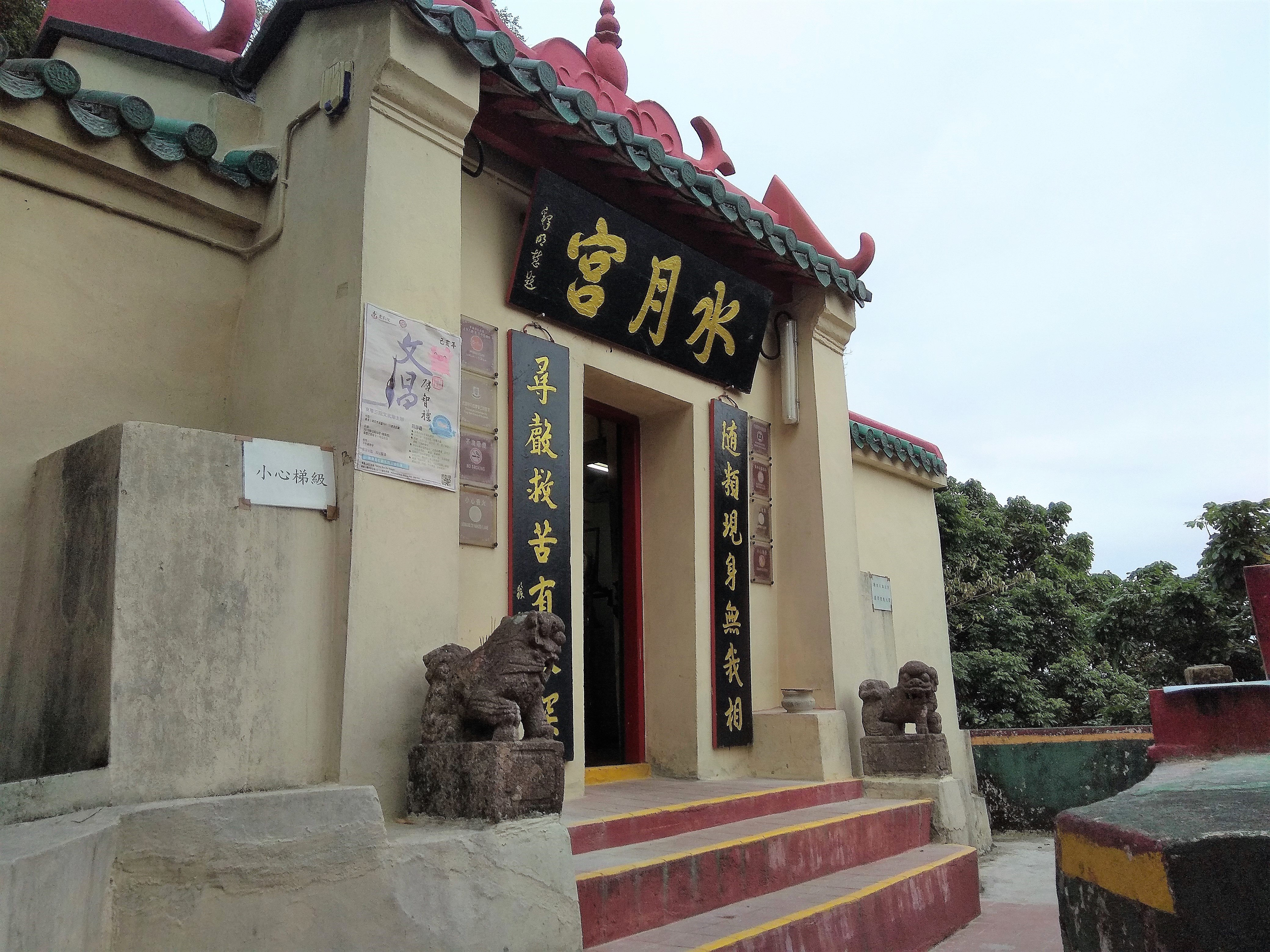
慈雲山觀音廟

慈雲山觀音廟是香港一所觀音廟，位於九龍黃大仙區慈雲山沙田坳道以南一處山坡，由華人廟宇委員會管理。觀音廟建於清朝咸豐三年（1853年），最近一次大型修葺於一1998年進行完成。並興建了一所骨灰龕。 
慈雲山觀音廟奉祀觀音，雖然規模不大，惟背山面海，位枕龍脈，地勢似「蝙蝠攜籃」，風水殊佳。
慈雲山之所以得此名，以及有廟山之別稱，便是因為該所觀音廟的緣故。
從慈雲山觀音廟旁的小路拾級以上，可接上沙田坳道，經沙田坳的獅子亭，沿衛奕信徑第5段可到達沙田沙角邨及博康邨，路程約為4.5公里。

## 資料來源
1. ↑  . 集體回憶-慈雲山. 2008  [2012-06-08]. （原始内容存档于2015-11-21）.
2. ↑  . 遠足香港 - 行山路線資訊網.   [2012-06-15]. （原始内容存档于2017-06-06）.